# 無名戦士の墓 (レバノン)
無名戦士の墓（むめいせんしのはか、英:The Tomb of the Unknown Soldier）は、レバノンのベイルートにあるフランス委任統治領シリア時代（1920年 - 1943年）にオリエント部隊（第一次世界大戦中の1916年にフランスにより結成された部隊）と後継のレバント軍で軍務に就き戦死したレバノン兵士を追悼している墓地。またレバノン軍が1943年にフランス軍から結成され独立したことを表している。
中心の慰霊碑には、古代ローマ軍の主要な象徴である月桂樹の中心にレバノンスギが含まれる。杉の木と月桂樹の葉の周りに、アラビア語で「"Glory and Immortality for our Martyred Heroes"」と書かれている。慰霊碑の背後には、ローマ帝国時代にさかのぼるオリジナルのローマの塔がある。